# Виноградовский сельский совет (Днепропетровская область)
Виноградовский сельский совет (укр. Виноградівська сільська рада) — входит в состав Пятихатского района Днепропетровской области Украины.
Административный центр сельского совета находится в с. Виноградовка.

## Населённые пункты совета
- с. Виноградовка
- с. Запорожье
- с. Сухановка
- с. Чистополь